# Лимбах (Фогтланд)
Лимбах (нем. Limbach) — община в Германии, в земле Саксония. Подчиняется земельной дирекции Кемниц. Входит в состав района Фогтланд.  Население составляет 1493 человека (на 31 декабря 2013 года). Занимает площадь 14,16 км².
В состав общины входят населённые пункты Лаушгрюн, Раймерсгрюн, Мюльванд, Бухвальд (включая Унтербухвальд).